# Ignacio Solozábal
Ignacio “Nacho” Solozábal Igartua es un exjugador español de baloncesto de los años 1980'. Nació en Barcelona el 8 de enero de 1958. Jugó toda su carrera en un solo club, el F. C. Barcelona, con el que consiguió, entre 1978 y 1992, 19 títulos de máxima categoría. Jugaba en la posición de base, en la que se distinguió como uno de los mejores de Europa de su época. De 1,85 m de altura, fue 142 veces internacional con la Selección de baloncesto de España, con la que participó en 3 Juegos Olímpicos ganando la medalla de plata en los Juegos Olímpicos de Los Ángeles 1984.
El 8 de octubre de 2006 recibió un homenaje organizado por el F. C. Barcelona y fue retirada su camiseta con el número 7, que cuelga en el Palau Blaugrana, y cuyo dorsal no podrá volver a ser utilizado por ningún jugador del F. C. Barcelona.
Actualmente dirige una escuela en Barcelona de baloncesto para niños que lleva su nombre, situada en Estación del Norte y en el centro Nova Icaria, y es comentarista de los partidos de baloncesto que retransmite Televisió de Catalunya.

## Palmarés
- Con la selección española:
  - Medalla de Plata en los Juegos Olímpicos de Los Ángeles’1984
  - Medalla de Plata en el Eurobasket de Nantes’1983

- con el F. C. Barcelona:
- 6 Ligas: (1981, 1983, 1987, 1988, 1989, 1990).
- 9 Copas del Rey: (1978, 1979, 1980, 1981, 1982, 1983, 1987, 1988, 1991).
- 2 Recopas de Europa: (1985 y 1986).
- 1 Copa Korac: (1987).
- 1 Mundial Clubes: (1985).

## Consideraciones personales
- Jugador que más asistencias (29) ha dado en los playoff finales de la Liga ACB.
- Jugador que más recuperaciones de balón consiguió (46) en los playoff finales de la Liga ACB.
- Fue el primer portador de la antorcha olímpica a su llegada su ciudad natal, Barcelona, horas antes de que empezaran los Juegos Olímpicos de Barcelona 1992.